# 林出賢次郎
林出賢次郎（1882年8月22日—1970年11月16日），日本外交官，於1932年8月至1938年間任滿洲國皇帝溥儀的翻譯及大使館書記，此期間他經手的文件集為《林出賢次郎關係文書》，是研究滿洲國歷史的史料。

## 生平
林出賢次郎于1882年8月22日生在和歌山县御坊市日高郡美濱町湯川村，是津坟长次郎的次子，13岁成为御坊市湯川町小松原村的林出精一家的养子。他从和歌山第一中学毕业后当小学代课老师。1902年4月作为和歌山县首批派遣留学生，入學上海东亚同文书院的商务科第2期，1905年3月（一说4月）毕业。当时正值日俄战争，为了刺探新疆边境俄军的动向，外相小村寿太郎向根津院长提出了从书院選派中俄边境调查员，他是5名入选者之一。他于5月15日从东京出发，1906年1月13日抵哈密，经吐鲁番，于2月8日抵迪化，1907年5月7日回到北京。
他於1907年6月擔任外務省在華翻譯，1917年2月任職上海日本總領事館，1918年6月21日獲頒四等嘉禾勋章，1920年1月任副領事，1921年9月任外務省情報部第1課，1922年6月任解決山東懸案委員会委員随員，1923年1月任南京領事館領事，1925年10月任北京公使館1等翻譯官，1929年4月任漢口總領事館領事，1929年6月任上海總領事館，1932年6月任奉天總領事館領事，1932年8月任關東軍司令官兼駐滿洲國特命全權大使武藤信義的隨員，11月任職新京大使館，1933年2月在滿洲國執政府「行走」（溥儀的秘書）。
他於1935年3月隨溥儀訪日，1936年12月任新京大使館一等書記官，1938年2月免去滿洲國宮內府「行走」。1938年4月任職北京大使館，1941年3月辭職，5月回东亚同文书院大学任学監。1943年5月任宮内省式部職御用掛，1945年11月任宮内省御用掛，1948年10月離職。1970年11月16日去世。

## 著作
《林出賢次郎關係文書》共10冊24卷，內容包括溥儀與日、滿兩國高官會見紀錄的《嚴秘會見錄》（又譯《絕密會見錄》），溥儀與首任駐滿大使武藤信義會談要領的《元會錄》，以及《宮中關係》、 《秩父宮殿下御來滿關係》、《定期謁見·臨時拜謁》和《宮內府日誌》等。NHK電視台近代史記錄片的制片人中田整一以《絕密會見錄》與溥儀的自傳《我的前半生》比對，以新的視角解讀溥儀，寫成《溥儀的另一種真相》。
他考察新疆的見聞於1908年在《地學雜誌》上出版，此行所搜集的30種新疆鄉土志由片岡一忠整理出版。他隨溥儀訪日的日記於1936年出版為《扈從訪日恭紀》，次年出版英文版Epochal Journey to Nippon。

## 外部連結
- 《扈從訪日恭紀》在线阅读